# 盔頭蛇屬
盔頭蛇屬，又稱寬頭蛇，是蛇亞目眼鏡蛇科下的一個有毒蛇屬，目前共有3個物種已被確認。

## 物種
- 灰盔頭蛇（Hoplocephalus bitorquatus）
- 盔頭蛇（Hoplocephalus bungaroides）
- 黃環盔頭蛇（Hoplocephalus stephensii）

## 外部連結
- （英文）TIGR爬蟲類資料庫：盔頭蛇屬